# Patrick Reid
Patrick Reid, teljes nevén Patrick Robert Reid, beceneve Pat (Ráncsí, Brit India, 1910. november 13. – Bristol, Anglia, 1990. május 22.) brit építőmérnök és a második világháborúban mozgósított tartalékos tiszt volt. Részt vett a franciaországi hadjáratban és elfogták a németek. Próbált megszökni egy hadifogolytáborból, de újra elfogták és a Colditzi hadifogolytáborba vitték. Ott is tett egy sikertelen szökési kísérletet, de később sikerült megszöknie és Svájcba jutnia. A brit katonai attasé helyettese volt az Egyesült Királyság berni követségén, majd egyéb diplomáciai tisztségeket töltött be. Azután visszatért eredeti szakmájához építési cégek vezetőjeként. A colditzi táborról írt könyvei és az alapjukon készített filmek tették ismertté.

## Élete

### A háborúig
Amikor Patrick született, családja Indiában lakott, ahol apja, az ír származású John Reid dolgozott. Patrick katolikus iskolákba járt, az írországi Clane-ben a Clongowes Wood College-ba, majd a londoni Wimbledon College-ba. Felsőoktatási tanulmányokat végzett 1932-ben a londoni King’s College-ban, majd a Sir Alexander Gibb & Partners cégnél építőmérnöknek tanult. 1936-ban az Institution of Civil Engineers nevű építőmérnökök szakmai egyesületének tagja lett.
Patrick Reid önkéntesként belépett a brit haderő Territorial Army (Területi Hadsereg), később Army Reserve (Hadsereg Tartaléka) nevű ágába és alhadnagy lett 1933-ban. 1935-ben átment a hadsereg Royal Army Service Corps nevű logisztikai ágába. 1938-ban hadnaggyá léptették elő.

### A háború idejében
Miután kirajzolódott a Németországgal való háború fenyegetése, Reidet 1939. augusztus 24-én tényleges szolgálatra mozgósították. A 2. gyaloghadosztályban szolgált, ahol december 1-én százados lett. Hadosztálya akkor már a Brit Expedíciós Haderő része volt. 1939 szeptemberében küldték Franciaországba, amikor ez és az Egyesült Királyság hadat üzent Németországnak, amiért szeptember 1-én megtámadta Lengyelországot. Akkor kezdődött az ún. „furcsa háború”, amely idejében a franciák és a britek nem bocsátkoztak harcokba a németekkel. Amikor Németország 1940. május 10-én elkezdte a franciaországi hadjáratot, Reid részt vett benne, és május 27-én elfogták a németek Cassel mellett.

#### Fogsága

##### Első szökési kísérlete
1940. június 5-én Reid a bajorországi Laufenben létesített Oflag VII-C (Oflag mint Offizierslager ’tiszti tábor’) nevű hadifogolytáborba került. Nemsokára ő és öt bajtársa alagutat kezdtek ásni, hogy megszökjenek. Egy raktárból indultak ki és egy táboron kívüli fészer alá értek. Hárman, köztük Reid 1940. szeptember 5-én szöktek meg. Ausztrián keresztül Jugoszláviába akartak jutni. Egyenruhából készített civil ruhát viseltek, valamennyi élelmük, térképük és iránytűjük is volt, de nem voltak személyazonossági igazolványaik. Csak egyikük beszélt németül. Csak éjszaka akartak közlekedni, de ez túl nehéznek bizonyult és harmadnap reggel folytatták az utat erdőn keresztül, de ott a terep túl meredek lett és az országúton kényszerültek tovább menni, ahol németekkel találkoztak. Elkezdtek éhezni és kinézésük gyanús lett. Egy faluban elfogták őket helyi lakosok és átadták őket a rendőrségnek. Visszavitték őket a táborba. A három szökevénytársuk szeptember 6-án jutott ki a táborból és nyolc nap után fogták el őket. Mind a hatot 28-napi magánzárkában tartással büntették meg a tábor fogdájában, ahol csak kenyeret és vizet kaptak. A büntetésük megfelelt a hadifoglyokkal való bánásmódról szóló 1929-es genfi egyezmény előírásainak, melyet Németország általában betartott a szövetségesek esetében (a szovjeteken kívül). Ebben az volt előírva, hogy a szökési kísérlet és a szökés fegyelmi kihágásnak számít, és hogy fegyelmi büntetés nem haladhat meg egy hónapi magánzárkában való tartást a hadifogolytáborban.

##### Colditzban
„A laufeni hatok”-at, ahogyan Reidet és öt társát fogják nevezni, 1940. november 10-én a colditzi kastélyban levő Oflag IV-C nevű táborba vitték, melyet a németek a legbiztonságosabbnak tartottak a szökések megakadályozását tekintve. Reid itt sem mondott le a szökésről.

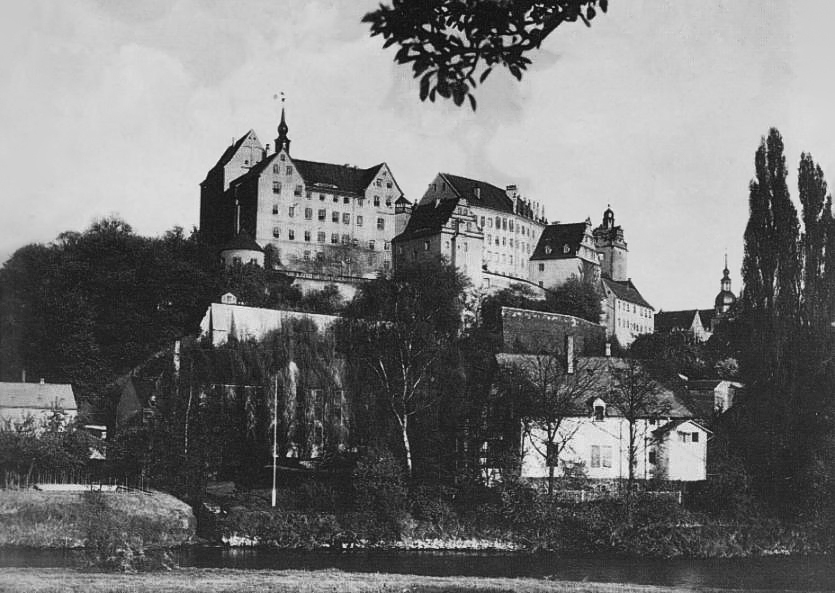
A colditzi kastély 1945 áprilisában

A fogva tartási körülmények viszonylag kedvezőek voltak, azaz a foglyokat nem dolgoztatták, ezért sok idejük volt, csomagokat kaphattak, levelezhettek. Ez elősegítette, hogy szökni készülhessenek. Több úton jutottak pénzhez, civil ruhához, tájékozódási eszközökhöz és hamis igazolványokhoz. Kódoltan leveleztek az MI9-cel, a hadifoglyokat segítő brit titkos szolgálattal, mely csomagokban elrejtve küldött nekik egyes szükséges dolgokat. Egyebeket, mint hamis papírokat és civil ruhákat a foglyok maguk készítettek titokban. Más tárgyakat csomagokban kapott cigarettával és élelmiszerekkel megvesztegetett egyes őrök szereztek be nekik.
Reidnek az az ötlete támadt, hogy a tábor kantinjából induló csatornán keresztül szökjön meg. Sikerült a kantin kulcsához jutnia és azt lemásolnia. Egy éjjel behatolt a csatornába és megállapította, hogy a kastély fala alatt haladva egy füves terasz alá jut, ahol megszakad. Néhány társával együtt függőleges alagutat ástak, hogy kijussanak a teraszra, és megtámasztották a felső réteget egy faládával. Voltak előkészítve civil öltözékeik, térképeik, iránytűik és hamis papírjaik, melyeknek rejtekhelyet biztosítottak a kantinban. Nyolc brit és négy lengyel készült megszökni. Mindegyiknek Németországban dolgozó lengyel munkásnak szóló igazolványa volt, és a Balti-tenger egyik kikötője felé mentek volna. Azt remélték, hogy fellopakodhatnak egy svéd hajóra és így Svédországba juthatnak, mivel az semleges ország volt. Az egyik bökkenő az volt, hogy a teraszon mindig volt egy őr. Ennek pénzt ígértek, hogy hunyjon szemet, amikor a teraszra jutnak, de az őr beárulta őket, majd a felettesei parancsára elfogadta a pénzt. Néhány hónapi előkészületek után a tizenkét fogoly 1941. májusában elindította a szökést, de amikor feljutottak a teraszra, ott várták őket a németek. Reidet ismét magánzárkával büntették meg.
Ezután a szökési kísérlet után Reid elfogadta, hogy a britek szökésekkel foglalkozó tisztje, és mint ilyen a foglyok ún. „szökési bizottságának” tagja legyen. Ez magában foglalta mindegyik nemzet (brit, francia, holland és lengyel) szerinti fogolycsoport hasonló megbízatású tisztjét. Ezek feladata a szökési tervek koordinálása volt csoportjukon belül és ezek bejelentése a szökési bizottságnak, hogy az koordinálhassa az összeset.
Reid második szökési kísérlete sikeres volt. Három brit társával együtt alaposan készítették elő. Reidnek flamand munkás nevére kiállított hamis papírjai voltak, hogy ne tűnjön fel hibás német beszéde. Egy kisméretű bőröndje is volt, hogy gyanúkeltés nélkül utazhasson vonattal, valamint pénze is. Néhány éjszakán belopózott a foglyok konyhájába, ahol az ablakokon vasrudakból készült rácsok voltak, és az egyik rudat elvágta, de nem teljesen. 1942. október 15-e estéjén a négy tiszt bement a foglyok konyhájába. Eltávolították a rudat és kimentek az ablakon a németek konyhájának lapos tetejére. Megvolt annak a kockázata, hogy a tábor parancsnokságának ablakaiból meglátják őket, de ez nem történt meg. Lementek a kastély külső udvarába, amely a személyzet részlegéhez tartozott, és sikerült áthaladniuk rajta anélkül, hogy az ott őrködő német meglássa őket. Nem sikerült kinyitniuk egy ajtót, amelyen keresztül bementek volna a parancsnokság épületébe, ahogyan eltervezték, és hirtelen kellett kigondolniuk valamit. Találtak egy nyitott bejáratot az alagsor egyik helyiségébe. Ennek a kastélyon kívüli teraszra néző ráccsal ellátott szellőzőnyílása volt, amelyhez fel kellett jutni. Szerencséjükre ki tudtak húzni egy gyengén rögzített rudat, de a nyílás nagyon keskeny volt. Teljesen le kellett vetkőzniük, hogy kijussanak rajta. A teraszról 11 méteren ereszkedtek le a náluk levő lepedőkből készült kötélen a kastélyt körülvevő száraz árokba. A kastély fala mentén mentek a kastély parkjába. Ezt fal vette körül, mely tetején szögesdrót volt. Átmásztak rajta és két párban külön indultak Svájc felé.
Reid és társa gyalog mentek két éjszakán át Penig városáig, nappal elbújva, majd vonattal Zwickauba utaztak. Ott moziba mentek, amíg vonatra szállhattak München felé. Onnan újból vonattal mentek Tuttlingenig és egy éjszakát a közeli erdőben töltöttek. Ismertek már egy másik fogoly elbeszéléséből egy olyan utat, amelyen gyalog át lehetett menni Svájcba. Október 18-a reggelén lépték át a határt.
Reid Bernben maradt, ahol 1943. március 9-én a brit katonai attasé helyettesének nevezték ki. Valójában az MI6 brit titkosszolgálatnak dolgozott. Ugyanabban az évben május 4-én kitüntették a Hadikereszt érdemrenddel.

### A háború után
Még amikor Svájcban volt, 1945. november 1-én Reid őrnagyi rangot kapott. Ugyanabban az évben, december 20-án A Brit Birodalom Rendjének tagja lett. Diplomáciai szolgálatban maradt és 1946-ban az ankarai brit követség első titkára lett. A tényleges katonai szolgálatból 1947. március 29-én szerelték le, de tartalékos maradt 1965. november 15-ig. 1949-től 1952-ig Párizsban az Európai Gazdasági Együttműködési Szervezet főadminisztrátora volt. Azután építkezési cégek vezetője volt 1959-től 1962-ig, majd mérnöki tanácsadó cégnél dolgozott 1963-ig.
Reid ébren akarta tartani a colditzi fogság tapasztalatainak emlékét és könyveket kezdett írni róluk (lásd lentebb). Fenntartotta a kapcsolatot volt bajtársakkal sőt, kapcsolatba lépett Reinhold Eggersszel, aki a biztonsággal megbízott német tiszt volt Colditzban, fő ellenfelük a szökéseket illetően, és rávette, hogy ő is írja meg az emlékeit. Ennek könyve, Colditz. The German Story (Colditz német nézőpontból) egy másik volt colditzi fogoly fordításában jelent meg angolul, 1961-ben.

### Magánélete
Reid először 1943-ban házasodott meg Svájcban az amerikai Jane Cabottal. Három fiuk és két lányuk született, és 1966-ban elváltak. 1977-ben Mary Stewart Cunliffe-Listerrel kötött házasságot, aki a következő évben meghalt. 1982-ben házasodott harmadszor, Nicandra Hooddal.
A bristoli Frenchay kórházban hunyt el 1990. március 20-án, 79 éves korában.

## Írásai

### Colditzról
Első könyve, The Colditz Story (Colditzi történet) 1952-ben jelent meg. Leírja a tábor életét és benne egyféle „szökés akadémiája” kifejlődését. Utolsó fejezetei Reid és bajtársa szökéséről szólnak. Egyes kritikák szerint a könyv szubjektív és részben pontatlan. Valódi mítoszát kelti a colditzi fogolynak és a szerző nézetének általánosítását idézi elő, aki a szökést egyféle játéknak fogta fel.
1953-ban második könyve következett, The Latter Days (Az utolsó napok). Azonos szemlélettel írja le a szerző szökése utáni colditzi történéseket a tábor felszabadulásáig. Ugyanabban az évben a két első könyv egyetlen kötetben jelent meg Escape from Colditz. The Two Classic Escape Stories: The Colditz Story, and Men of Colditz in One Volume (Szökés Colditzból. A két klasszikus szökéstörténet: „Colditzi történet” és „Colditzi emberek” egy kötetben) címmel.
Ezek a könyvek szolgáltak az 1955-ös The Colditz Story című brit mozifilm alapjául, amely forgatásán Reid tanácsadó volt.
1962-ben újra kiadták a két könyvet Colditz címmel. Ezen alapult a BBC One készítette 28 részes Colditz tévésorozat, amely 1972 és 1974 között volt adásban. Ennek is Reid volt a tanácsadója.
Egy Colditz: The Full Story (Colditz. A teljes történet) című 1984-ben megjelent harmadik könyvben Reid újból írt Colditzról, ezúttal személytelenebbül és kiegészítve az első könyveiből hiányzó részletekkel.

### Egyéb írásai
Reid két általánosabb könyvet is írt a szökések témájában, egyedül a My favourite escape stories (Kedvenc szökésekről szóló történeteim) címűt (1975) és Maurice Michaellal együtt a Prisoner of War : The Inside Story of the POW from the Ancient World to Colditz and After (Hadifogoly. A hadifoglyok története az ókortól Colditzig és azután) címűt (1984).
Két másik köny Reid a háború utáni foglalkozásaihoz kötődik: Olaf Caroe és Thomas Rapp közreműködésével From Nile to Indus : Economics and Security in the Middle East (A Nílustól az Indusig. Gazdaság és biztonság a Közel-Keleten) (1960) és Winged Diplomat : the life story of Air Commodore Freddie West (A szárnyas diplomata. Freddie West repülős tábornok életének története) (1962).